# Eumyias indigo
El papamoscas índigo (Eumyias indigo) es una especie de ave paseriforme en la familia Muscicapidae.

## Distribución y hábitat
Es endémica de las selvas montanas de Sumatra, Java y Borneo.

## Subespecies
Se reconocen las siguientes:
- E. i. ruficrissa (Salvadori, 1879) - Sumatra
- E. i. indigo (Horsfield, 1821) - Java
- E. i. cerviniventris (Sharpe, 1887) - Borneo

## Estado de conservación
Se encuentra ligeramente amenazada por la pérdida de su hábitat natural.